# Solenopsis corticalis
Solenopsis corticalis är en myrart som beskrevs av Auguste-Henri Forel 1881. Solenopsis corticalis ingår i släktet eldmyror, och familjen myror.

## Underarter
Arten delas in i följande underarter:
- S. c. amazonensis
- S. c. binotata
- S. c. corticalis
- S. c. margotae
- S. c. virgula

## Bildgalleri

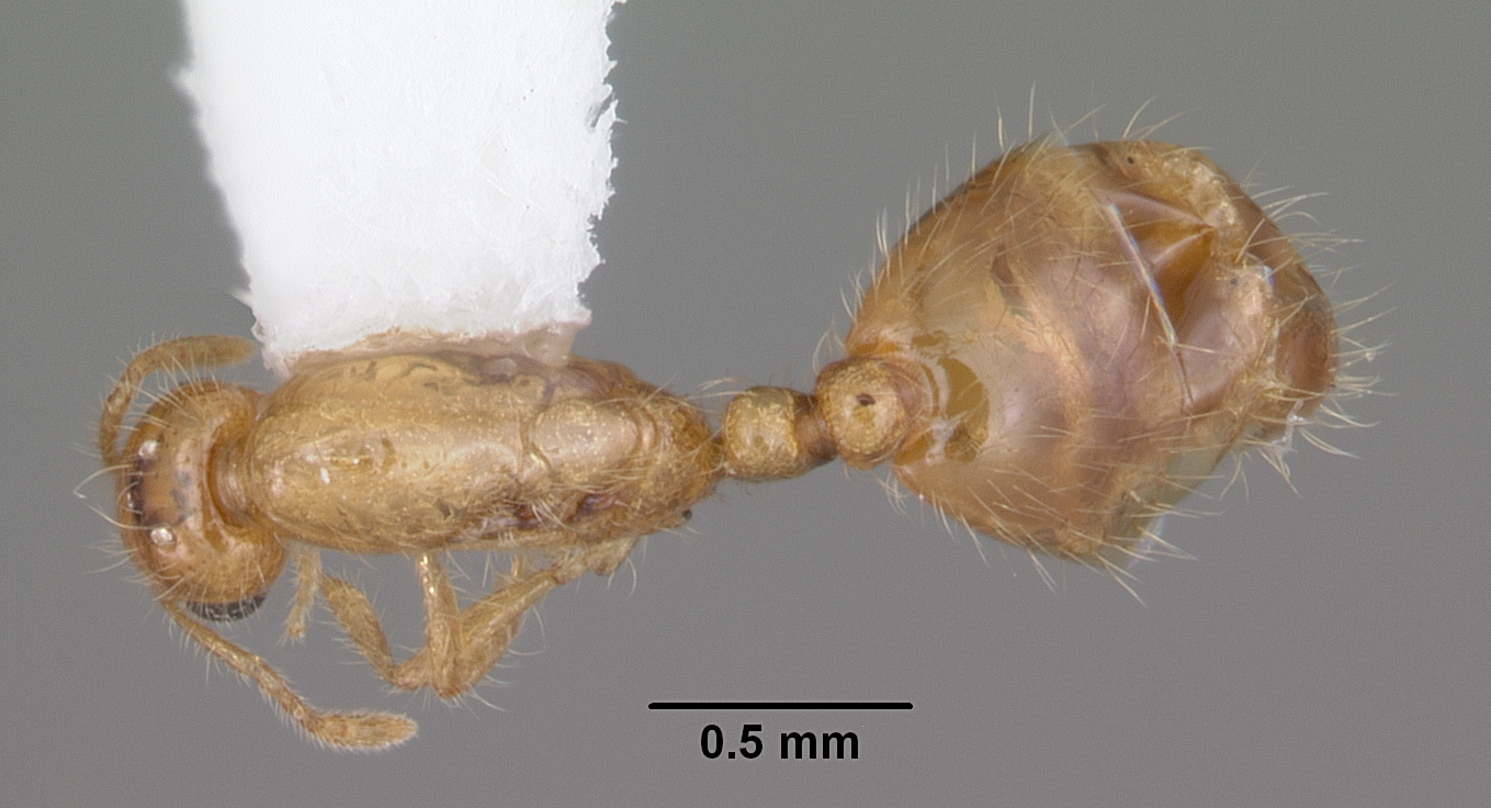
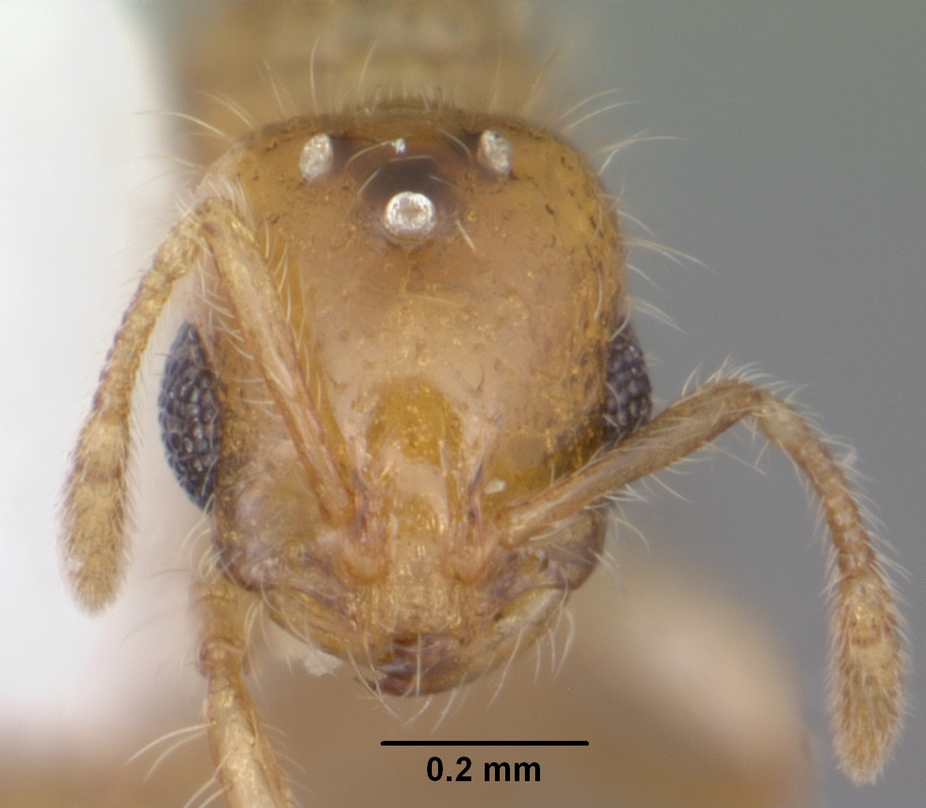
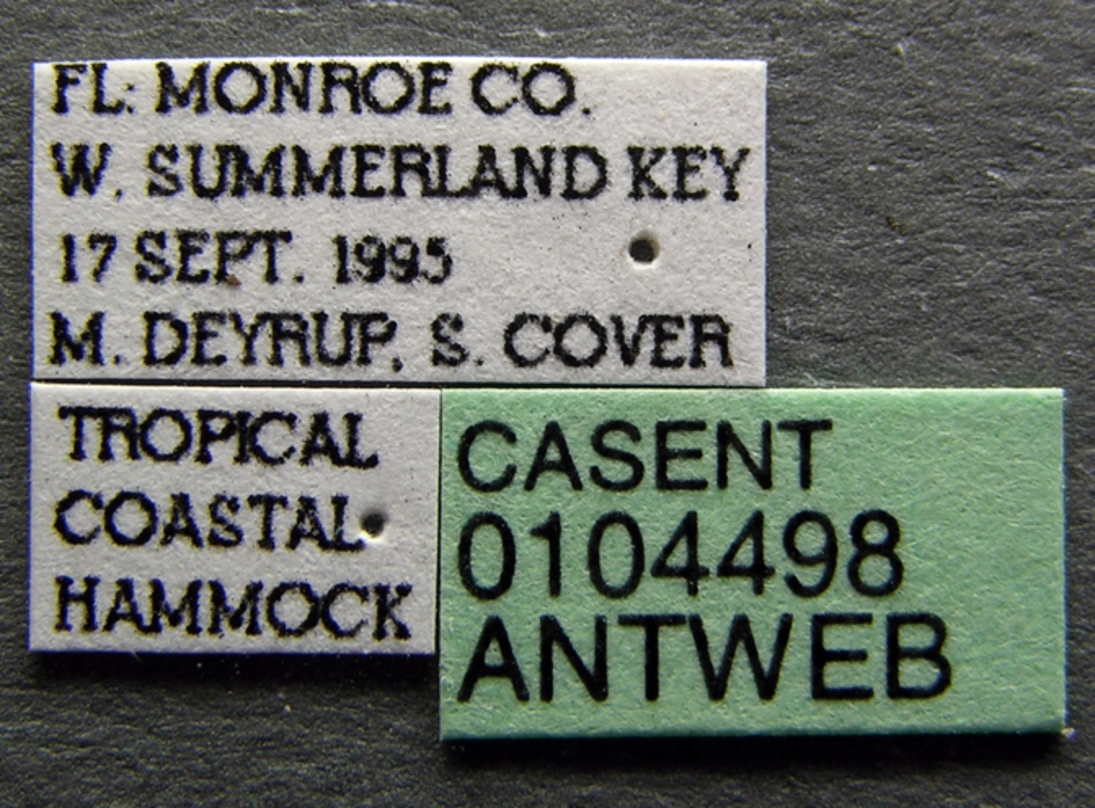
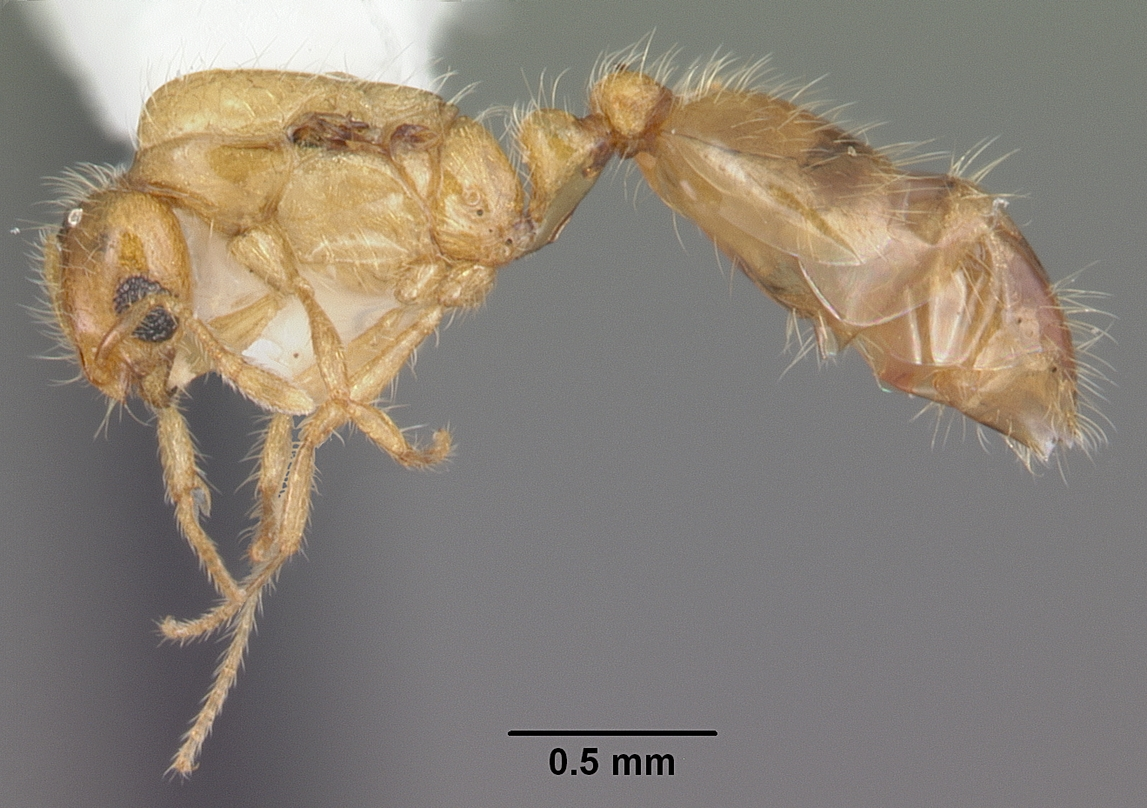
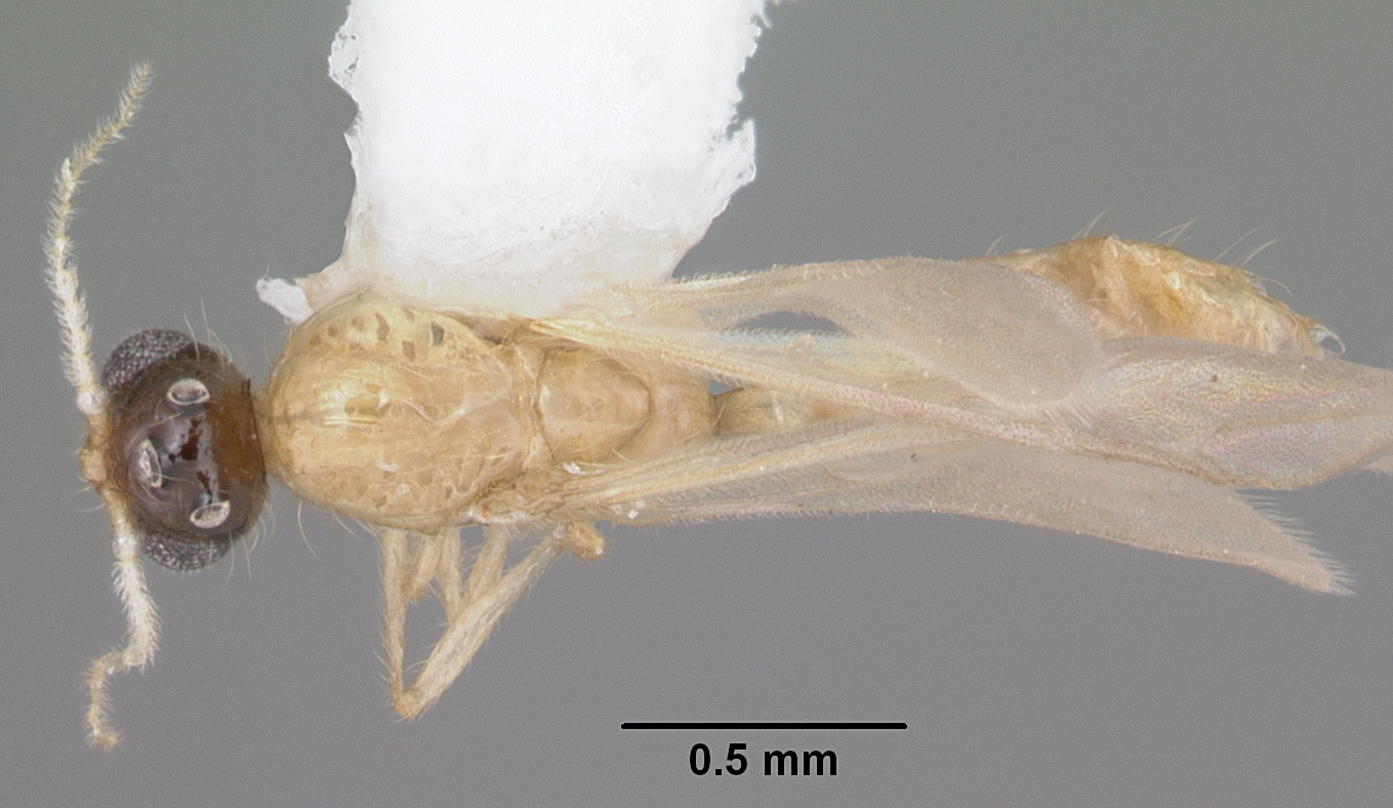
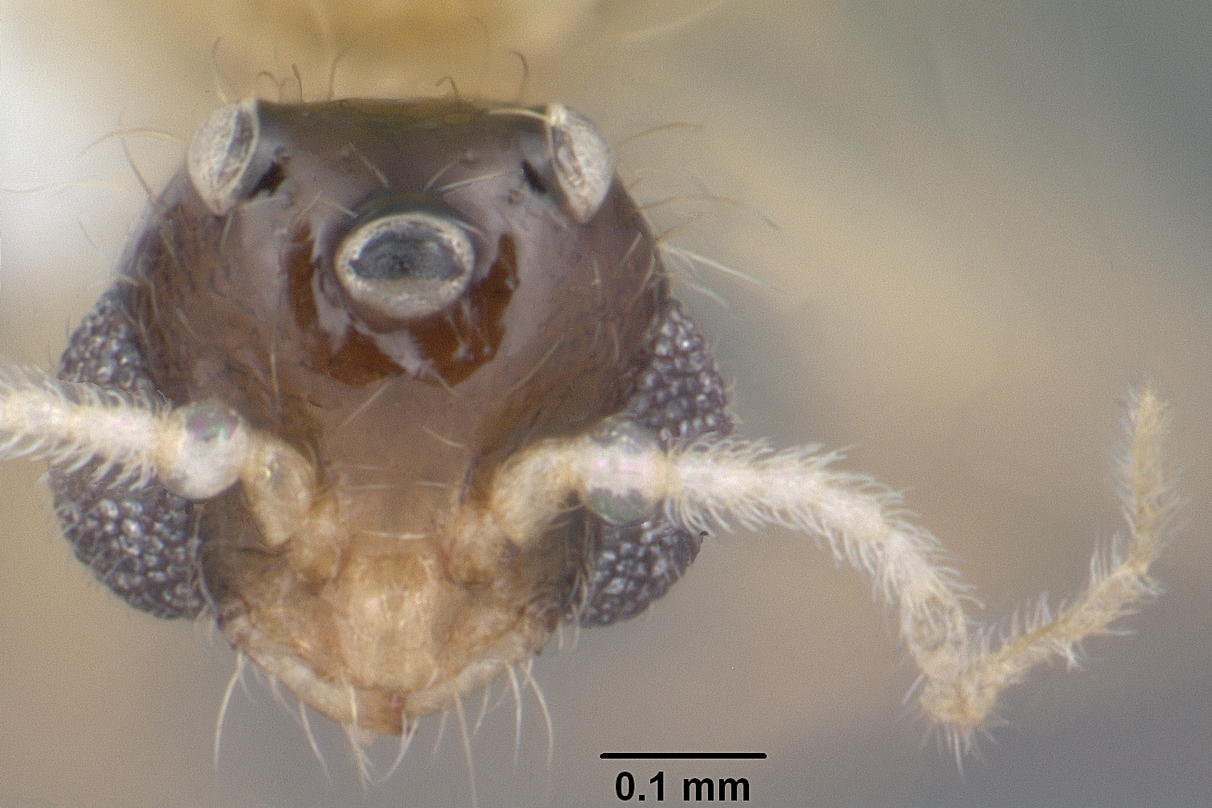